# Formigliana
Formigliana (Formijan-a in piemontese) è un comune italiano di 493 abitanti della provincia di Vercelli in Piemonte.

## Storia
Il nome di Formigliana appare in un documentato del 882 con cui l'imperatore Carlo il Grosso lo dona, con altre terre, alla Chiesa di Vercelli. Tale concessione fu in seguito confermata da Ottone III nel 999 e nel 1000. Insieme a Collobiano fu feudo fin dal 1170 della famiglia Avogadro.

### Simboli
(D.P.R. 19 giugno 1998)
Il fasciato d'oro e di rosso è il blasone della famiglia Avogadro.
Il gonfalone è un drappo di giallo.

## Società

### Evoluzione demografica
Abitanti censiti

## Infrastrutture e trasporti
Tra il 1890 e il 1933 Formigliana fu servito dalla tranvia Vercelli-Biella.

## Amministrazione
| Periodo | Periodo   | Primo cittadino | Partito      | Carica  | Note        |
| ------- | --------- | --------------- | ------------ | ------- | ----------- |
| 2004    | 2009      | Antonio Ruffino | lista civica | Sindaco |             |
| 2009    | 2014      | Antonio Ruffino | lista civica | Sindaco | II mandato  |
| 2014    | 2019      | Antonio Ruffino | lista civica | Sindaco | III mandato |
| 2019    | 2024      | Ivano Marigo    | lista civica | Sindaco |             |
| 2024    | in carica | Davide Brunetti | lista civica | Sindaco |             |